# جوزيف ألين
جوزيف ألين (بالإنجليزية: Joseph Allen)‏ هو سياسي أمريكي، ولد في 2 سبتمبر 1749 في بوسطن في الولايات المتحدة، وتوفي في 2 سبتمبر 1827 في ورسستر في الولايات المتحدة. حزبياً، نشط في الحزب الفيدرالي الأمريكي. وقد انتخب عضو مجلس النواب الأمريكي.